# Конотоп (локомотивное депо)
Локомотивное депо Конотоп — локомотивное депо являющееся структурным подразделением Юго-Западной железной дороги.

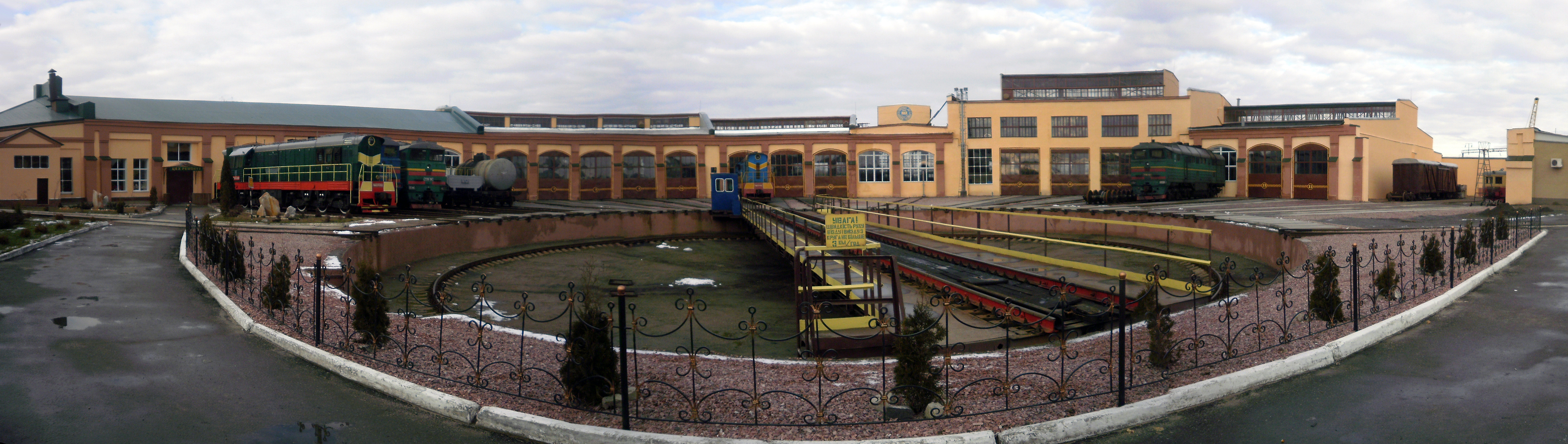
Поворотный круг в ТЧ Конотоп

В момент окончания строительства Курско-Киевской железной дороги в 1868 году паровозное депо Конотоп представляло собой здание веерного типа с 12 стойлами для ремонта паровозов.
В различные годы в приписном парке депо числились паровозы серии Э (всех индексов), Св, Т48, тепловозы ТЭ3, ТЭП60, ЧМЭ3, 2ТЭ116.